# Arauca (município)
Arauca é uma cidade e município da Colômbia, capital do departamento de Arauca. De acordo com o censo de 1993, sua população é formada por 39.518 habitantes.

## Ligações externas

Localização de Arauca, no departamento de Arauca